# Montargull (Artesa de Segre)
|  | Per a altres significats, vegeu «Montargull (desambiguació)». |

Montargull és una població disseminada agregada al terme municipal d'Artesa de Segre, a la comarca de la Noguera. Està localitzada a la carretera que va d'Artesa de Segre cap al Pallars Jussà. El nom li ve per estar construïda sobre un turó que marca el final de la serra de Comiols i l'inici d'un pla que es coneix amb el mateix nom que la població. A aquest pla predominen els conreus de blat i ordi, afavorits per un clima mediterrani amb tendència àrida suavitzat per la proximitat de les muntanyes, propi de la zona del Segre mitjà, amb característiques orogràfiques semblants a la Depressió Central.
La seva història està associada a la de la baronia de Montmagastre. A l'edat mitjana aquesta baronia passa a formar part del municipi d'Anya i, al segle xx, s'integra al municipi d'Artesa de Segre. Segons el cens de 2019 comptava únicament amb 35 habitants, incloent-hi les masies del terme. Al mateix poble hi ha molts habitatges de segona residència. Al terme de Montargull es poden trobar diverses construccions d'interès, com ara l'església de Santa Maria de Montargull –avui en ruïnes–, megàlits prehistòrics i tombes medievals. També es conserva l'edifici de l'antiga escola, tancada durant els anys 1960 arran de la política de concentració escolar promoguda en aquell moment. Des de la part alta del poble es gaudeix d'una vista completa del pla de Montargull.

## Toponímia
Sobre l'origen del topònim Montargull, es coincideix que és un híbrid producte de l'aglutinació d'una primera part, «mont», que prové del mot llatí «mons, montis», és a dir muntanya, i una segona part sobre la qual hi ha diverses teories. Una primera teoria sosté que prové d'«argull», que deriva d'«Herculeus», i, per tant, «muntanya d'Hèracles». Una segona teoria proposta correspon a «ergull», és a dir «superba», amb la qual cosa voldria dir «muntanya superba». També es proposa que «argull» prové de la paraula aràbiga خخروف, «arhúl», que significa «ovelles», doncs significaria «muntanya de les ovelles», un mot per designar indrets on els ramats transhumants trobaven pasturatge quan es dirigien cap als Pirineus. Per acabar, com al cas d'alguns topònims de pobles pirinencs, pot provenir del basc «urgull» Monte Urgull, d'origen gascó, que significa «orgull».

## Medi físic
La població està localitzada en el sector conegut com a Segre mitjà, que es caracteritza per un rocam poc escarpat i terrenys semblants als de la Depressió Central. Al peu del turó on està construït hi ha una vall ampla i acollidora, que forma part dels altiplans creats per l'erosió del Segre i els seus afluents. Això permet una gran diversitat de conreus i antigament hi havia faixes hortícoles properes als rius i rierols.
Montargull i la contrada tenen un clima semblant al del Segrià, un clima mediterrani amb tendència àrida, parcialment suavitzat per la proximitat de les muntanyes. Les temperatures mitjanes al desembre i al gener són entre 2 i 7 graus, mentre que al juliol i l'agost la mitjana és superior als 20 graus. Les precipitacions són d'uns 580 mm anuals i 130 mm estivals.
La població està construïda sobre un turó que està ubicat entre el barranc de Montargull i el barranc de les Pletes. Marca el final de la serra de Comiols i el començament del Pla de Montargull. Està situat a peu de la carretera L-512 que va d'Artesa de Segre cap a Tremp, passant pel port de Comiols. El terme limita al nord amb els termes de Montmagastre i Comiols, a l'est amb el d'Anya, al sud un altre cop amb Montmagastre i a l'oest amb Vall-llebrera. A peu del barranc de Montargull es pot trobar el rierol de Montargull que s'uneix al de Tòrrec i ambdós al riu Segre.
La vegetació original és d'alzinars, que alterna amb bosquines de garric i arçot. També es troben matollars de ruac i trincola. Aquesta vegetació primitiva ha anant sent substituïda pels conreus i per la plantació de pins. Els principals conreus són els de blat i els d'ordi. Hi ha granges de porc i de pollastre. També hi ha caça de perdius, conills i llebres.

## Història

### Prehistòria i edat antiga

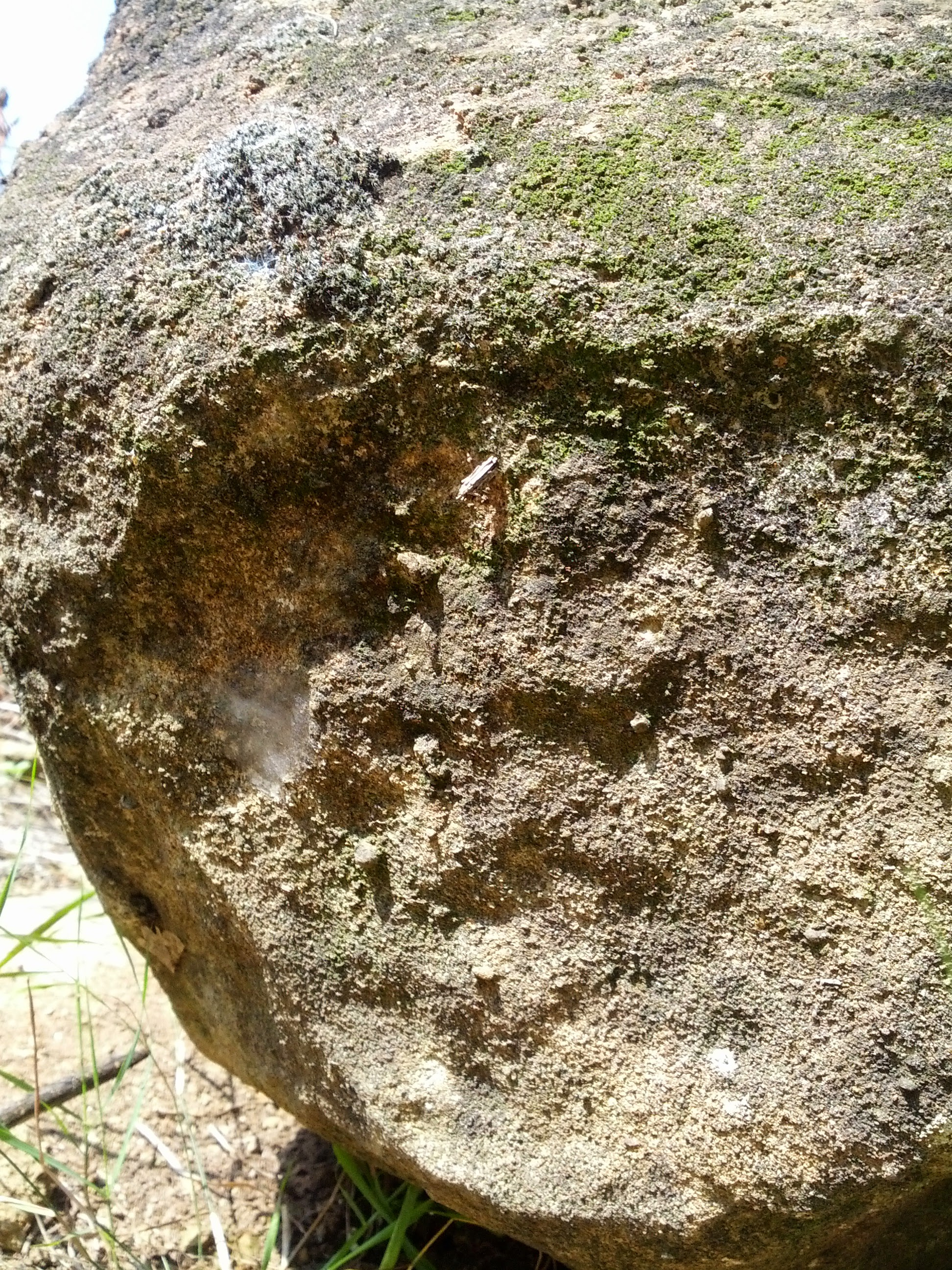
Signes tallats a una de les pedres dels megàlits del Pla de Montargull

Tot i no comptar amb evidència directa a les seves contrades, és molt probable que hi hagués població dispersa neolítica. A totes les contrades del Montsec és molt habitual trobar destrals, piques i tascons de pedra, i relativament a prop, a la «Roureda de Vernet», es va trobar un lloc on es fabricaven aquestes eines, que corresponen al que es coneix com a tècnica neolítica (4500 - 2500 aC).
També hi ha als voltants troballes de l'edat del bronze (2500 - 1100 aC), com ara destrals recollides a prop de Colldelrat i Tudela, a més de molins del tipus barquiforme, recollits a la col·lecció del Museu d'Artesa de Segre. Pel que fa a la cultura ibèrica clàssica (s. VI a II aC), hi ha el jaciment arqueològic d'Antona a prop d'Artesa de Segre així com tombes en diverses localitzacions properes. Al mateix terme es troben dues construccions megalítiques, però no és clar a quina cultura pertanyen aquestes construccions, tot i que tot apunta que pertany a un període prehistòric tardà.
De l'època romana i el període visigòtic hi ha pocs vestigis. Dels romans se n'han trobat diverses mostres per tota la comarca, i és habitual trobar monedes d'aquesta època a prop de Montmagastre.

### Edat mitjana
Tota la comarca estava a la frontera entre els primers comtats catalans i la dominació musulmana. Per exemple l'any 1003 Wàdih, general llibert d'Abd-al-Malik, pren la fortalesa de Montmagastre (Mumaqasr) i hi instal·la musulmans, però possiblement la dominació és de curta durada perquè sembla que el 1010 surt una expedició catalana cap a Còrdova des d'aquest castell. A mesura que els musulmans retrocedeixen, la comarca es va repoblant, per exemple per part d'Arnau Mir de Tost que inicia la colonització del territori proper a Artesa de Segre a mitjans del segle xi. En el seu testament signa diversos instruments que mencionen a poblacions i fortificacions al voltant de Montargull, com ara Montmagastre, Alentorn, Mirandol Vall-llebrera, Grialó, Comiols i Artesa de Segre.
Possiblement la primera referència històrica que hi ha de Montargull és a la confirmació de les possessions del monestir de Sant Miquel de Montmagastre, mitjançant la butlla signada pel papa Alexandre II a Montpeller (Llenguadoc) el 1162. Entre aquestes possessions constava la parròquia de Montargull. A partir d'aquest moment i fins a les darreries de l'edat mitjana la parròquia queda sota el domini de Sant Pere d'Àger. Hi ha més referències de la població al final de l'edat mitjana, juntament amb altres poblacions, respecte a la percepció del delme o onzens, un impost que es comença a cobrar a partir d'unes Corts celebrades a Barcelona l'any 1365 per finançar la guerra amb Castella. A la concessió de 1373 d'aquest impost es menciona la recaptació a Montargull.
Es pot obtenir una estimació demogràfica a la baixa edat mitjana mitjançant els diversos fogatges. No s'esmenta Montargull separat dels pobles del voltant, però es pot tenir una idea de l'evolució de la població. Al període 1359-1414, per exemple, Anya i Montargull compten amb 26 focs. Al fogatge de 1515 es reporten 60 focs en total per a tot el terme d'Anya, dels quals 38 corresponen a la baronia de Montmagastre, a la qual pertanyia Montargull. Com a referència, el total de focs comptats a Artesa de Segre en aquest any no arribava a seixanta.
Pel que fa a vestigis físics es poden trobar unes tombes medievals a la finca de Les Pletes, una masia dins del terme de Montmagastre. Es tracta d'un monument funerari amb lloses de l'època medieval.

### Edat moderna

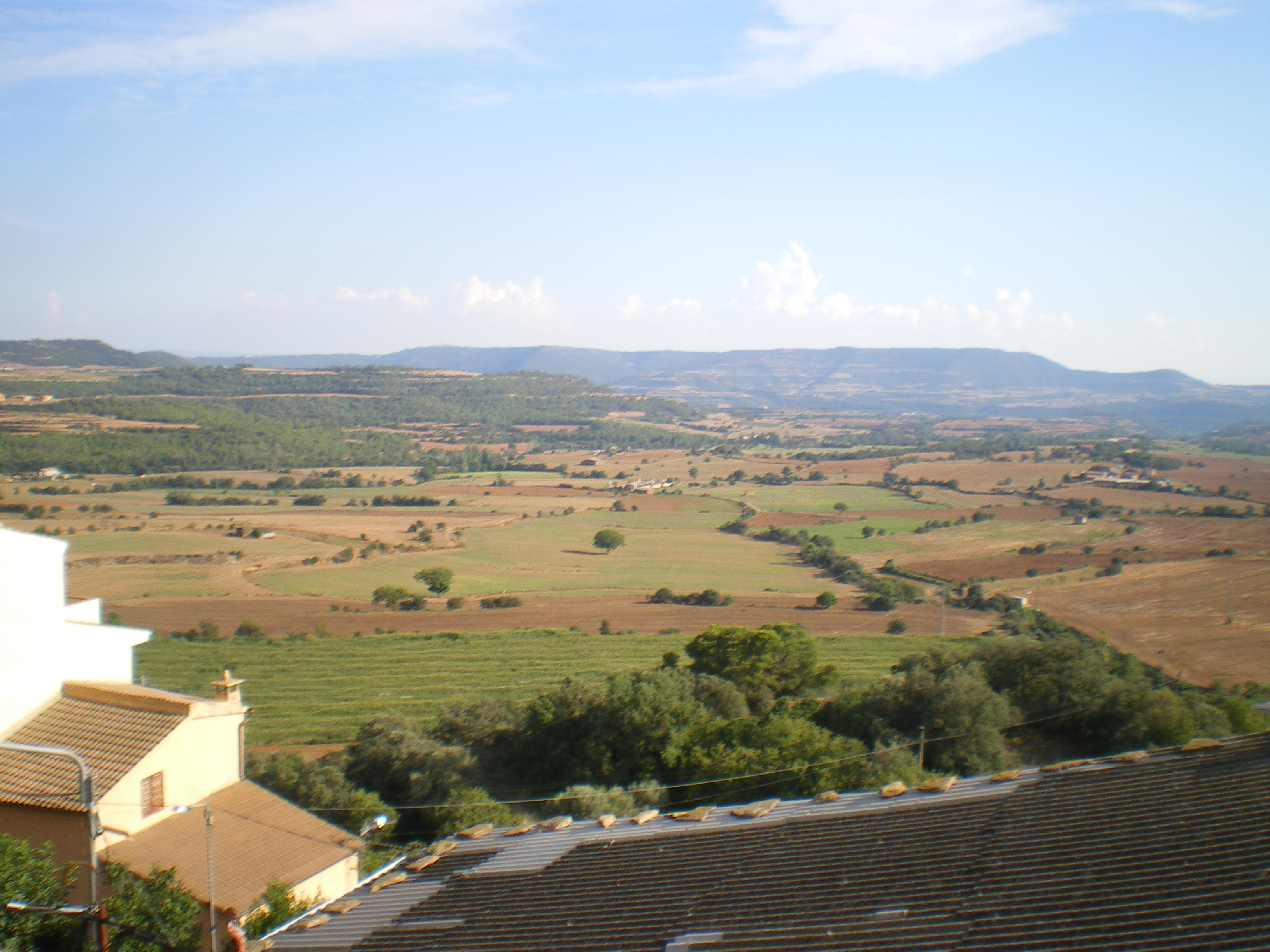
Vista del Pla de Montargull des de la Plaça de l'Estudi

Durant el segle XVI la parròquia de Santa Maria de Montargull, com tota la senyoria d'Artesa de Segre, passa a estar sota el domini del monestir de Montserrat. És possible que durant aquest període es construís l'edifici actual de l'església, avui en dia en ruïnes, donat el seu estil renaixentista o barroc.
Coincidint amb els Decrets de Nova Planta, es compta amb un Reial Cadastre fet l'any 1716, que indica per a Anya i Montargull 35 habitants. Després de la Guerra de Successió tots els pobles de la comarca queden sota la jurisdicció del Corregiment de Cervera, i Montargull queda sota la jurisdicció del comte de Santa Coloma. Per a l'any 1785, la senyoria de Montargull era d'Antònia de Gualteró i Queralt. No hi ha dades de l'evolució demogràfica entre 1716 i 1785, però les dades existents mostren que la població de la regió del Segre mitjà no va incrementar de forma significativa, a diferència de la regió de Lleida en general. Per exemple, per a Anya la població passa de 35 a 22 habitants, i per a Artesa de Segre de 80 a 100.

### Edat contemporània

#### Economia i població
A partir d'inicis del segle xix es va anar estenent el conreu de cereals a la vall de Montargull, creant molts camps de conreu en substitució de les oliveres que hi havia al pla. El Diccionari de Madoz de 1845 diu que a mitjans del segle xix a Montargull hi havia quinze cases i l'església parroquial, amb quatre veïns i 25 persones vivint al poble. El total d'habitants que reporta pel terme és de 75, amb catorze electors i cinc regidors, i sis soldats reclutes de 18 a 24 anys. Les masies d'aquesta època que es mencionen al Madoz són Cal Vedrunya, Cal Massana, Call Llinàs, Cal Malòs i Cal Janot. Com a conreus menciona l'ordi, la civada, patates, vi i oli. També diu que hi ha ramaderia vacuna, porcina i de llana. Com a indústria indica que hi ha un molí d'oli, per causa del qual potser hi ha el refrany «Montargull té molt orgull, per l'oli que s'hi cull». Segons menciona el Madoz, una altra indústria important era la crema de llenya per a l'elaboració de carbó, que es feia tant a Montargull com a Montmagastre. El carbó produït s'exportava a Lleida, Balaguer i Agramunt, i es venia als pobles de la contrada. La riquesa total ressenyada és de 13.935 reials (com a referència vegeu que per a Artesa de Segre el Madoz reporta 121.170 reals.)
Una altra menció al comerç a Montargull es pot trobar en els comptes de 1799 que figuren en un Llibre de Comptes portat pels marxants en articles de llana Joan Ricart i el seu germà Cadascó, lo Sardanet (que vol dir procedent de la Cerdanya). Es registren partides en lliures barceloneses de cansalada, llavors de cànem, favons, oli, vi, i altres productes.
Cap a finals del segle xix és possible que el poble tingués algunes cases en mal estat, tal com descriuen alguns viatgers que passaven per la carretera. Així mateix, a principis del segle XX es comptabilitzaven 60 edificis amb 192 habitants de fet i 209 de dret, d'acord amb la Geografia General de Catalunya de Francesc Carreras i Candi.
L'any 1833, durant la Primera Guerra Carlina, el poble de Montargull pateix l'extorsió de partides guerrilleres carlines juntament amb Anya i Baldomar.

#### La carretera al Pallars Jussà

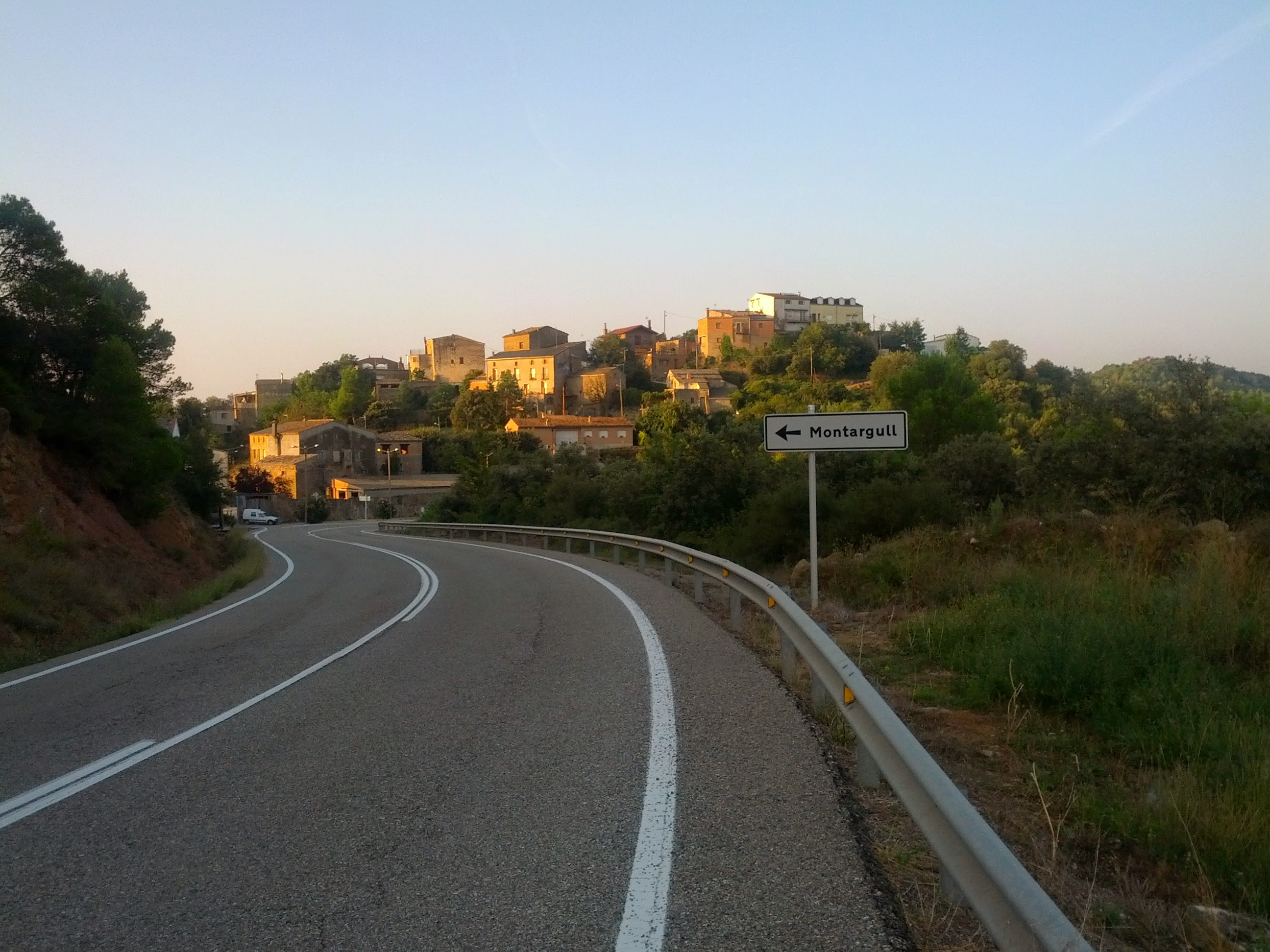
Entrada a Montargull baixant per la carretera L-512 des de Folquer

Cap a l'any 1870 s'obre la carretera d'Artesa de Segre a Tremp. Abans de la construcció d'aquesta carretera la comunicació des de la Noguera al Pallars Jussà era força precària, segons descriuen diversos viatgers. Per exemple l'escriptor mallorquí Marià Aguiló i Fuster fa un viatge a cavall a mitjans del segle xix per recollir tradicions folklòriques. Al seu viatge baixa des del port de Comiols cap a Artesa de Segre, passant per Folquer i Montargull.
La nova carretera va substituir la carretera que anava de Ponts a Isona, i que discorria per una antiga calçada romana, com a principal via de connexió entre la Noguera amb el Pallars Jussà. El transport es feia amb diligències, que a vegades s'aturaven a Montargull. La principal companyia era La Catalana, les línies de la qual van ser adquirides posteriorment per l'empresa Alsina Graells. A principis del segle XX anar de Barcelona a Montargull implicava unes quatre hores de tren fins a Tàrrega, i a partir d'aquí amb diligència unes 11 hores més per arribar a Montargull. Abans de ser reformada, la carretera feia moltíssimes giragonses i corbes, i s'havia de fer molt a poc a poc. Com a referència, en diligència es trigaven 45 minuts a fer els sis kilòmetres del tram de Folquer fins a Montargull. La carretera continuaria sent de difícil trànsit, produint diversos accidents, com per exemple el que es reporta al setembre de 1924 quan un veí de la població mor en bolcar el seu carro al km. 24 de la carretera d'Artesa de Segre a Tremp.

#### La parròquia de Santa Maria de Montargull

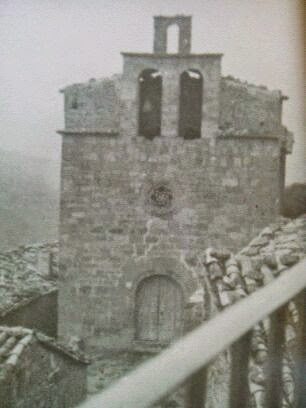
Església de Santa Maria de Montargull l'any 1952.

En acabar el segle xix la parròquia de Montargull estava integrada a l'arxiprestat d'Artesa de Segre, que estava adscrit a la diòcesi de Lleida. El capellà rebia 800 rals. Durant el segle xx la parròquia de Santa Maria de Montargull quedaria, juntament amb l'arxiprestat d'Artesa de Segre, sota la jurisdicció de la Seu d'Urgell.

#### Escola de Montargull
L'escola de Montargull estava a ple funcionament des d'almenys mitjans del segle xix. Es té notícia que a l'any 1866 hi havia una escola de nens i que estava dotada amb 160 escuts amb plaça vacant i del nomenament del mestre Josep Riart l'any 1867.
L'any 1907 es nomena per a l'escola el mestre Josep Berenguer Galán, i l'any 1912 Arturo Talón Carme, substituint el mestre Rafael Rubio que aconsegueix un trasllat a Guadalajara. Aquest mateix any se li adjudica la plaça al mestre Josep Riart Pascuet que l'havia demanada com a primera opció. Aquest mestre, que ja havia estat mestre interí durant molts anys abans del seu nomenament, roman diversos anys a la plaça, participant en moltes activitats relacionades amb l'establiment de l'Escola Superior de Cultura d'educació mixta a Artesa de Segre. L'any 1927 se'l menciona col·laborant amb la recepció de colònies escolars provinents de Barcelona. Després de l'establiment de la Segona República Espanyola, l'any 1932 l'escola de Montargull era també d'educació mixta.

### Segle XX

#### Guerra Civil Espanyola (1936-1939)
Com tot Catalunya, Montargull va romandre en el bàndol republicà des de l'inici de la Guerra Civil Espanyola al juliol de 1936 fins a gairebé el final de la guerra a principis de 1939. A diferència d'altres indrets, a Montargull no es van produir represàlies contra la gent de la dreta o de l'església, excepte la baixada de les campanes de l'església. Va haver-hi, però, algunes expropiacions per donar suport al front.
Durant la Guerra Civil Espanyola es van fer caure les campanes de Montmagastre que es van trencar. El repic de les campanes de Montmagastre era molt apreciat a Montargull, perquè es podia sentir perfectament. Seguint les ordres donades per les autoritats, sota amenaça de consell de guerra, també es van fer caure les campanes de l'església de Santa Maria arrossegant-les amb cordes fins a la carretera. Un cop acabada la guerra, per substituir les campanes antigues, es va fer servir una bomba d'aviació, que va romandre fent les funcions de campana fins a l'ensorrament de l'església. La utilització de bombes d'obús va ser molt habitual, i encara es poden veure algunes com per exemple a l'església parroquial de Vernet.
El front de la guerra arriba al Montsec l'abril de 1938, i per uns mesos es desenvolupen operacions a tota la comarca. Algunes tropes feien nit a la població quan anaven cap a Ponts o altres indrets de la comarca, i hi ha cròniques que diuen que el poble estava força despoblat en aquell moment. Dues de les brigades de la 32 Divisió, la 141 i la 137, i una brigada de la 26 Divisió coneguda com la Durruti, desenvolupen operacions a tot el districte d'Anya, en aquell moment un terme independent. El comandament d'aquestes tropes estableix un centre d'operacions a Cal Tonet de Montargull.
L'ofensiva final sobre Catalunya comença a principis de l'any 1939. Montargull és ocupada el 2 de gener de 1939 per la divisió 150 de l'exèrcit franquista. S'ha trobat el testimoni d'un membre de l'exèrcit ocupant, Bonifacio Zamora, que escriu un parell de poesies quan està a Montargull el gener de 1939. El mateix 2 de gener l'Exèrcit Nacional avança fins al quilòmetre 9 de la carretera Artesa-Tremp. Vall-llebrera és ocupada per la divisió 61 del mateix exèrcit, que avança pel Segre fins enfront de Vilves. L'endemà, 3 de gener, la divisió 150 ocupa Anya i travessa el riu. A partir de llavors, i durant aproximadament un mes, es produeixen combats molt durs al voltant d'Artesa, fins a l'avanç final de l'exèrcit nacional cap a Barcelona.
Montargull, i altres pobles i ciutats de la comarca, són recordats també pels membres de l'exèrcit popular republicà en retirada cap a França, per exemple Avel·lí Artís-Gener (Tísner), que formava part de la 60 Divisió del xviii Cos de l'exèrcit republicà, explica la retirada des de Cubells, passant per les serres de Boada i Baldomar, deixant enrere la Vansa de Lluçars i Montargull, tot intentant apropar-se al Ripollès.

#### Postguerra

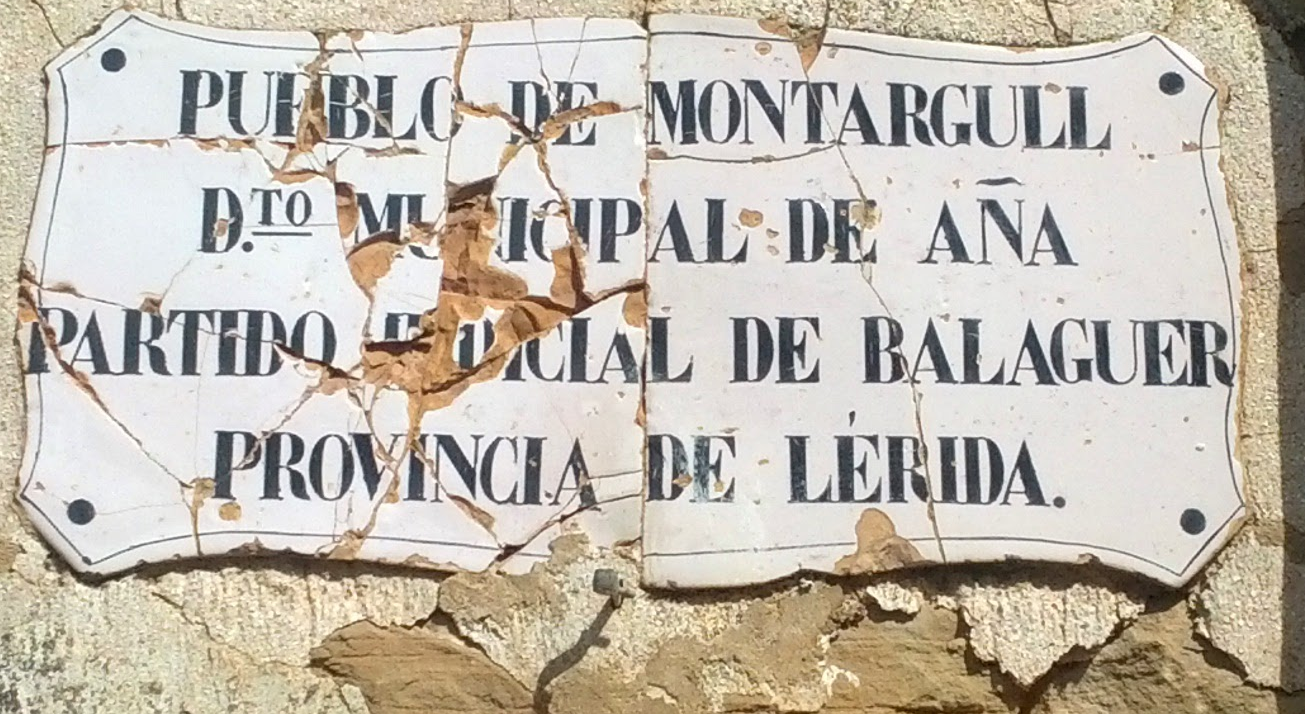
Placa de carrer dels anys 1950 a Montargull

Un cop acabada la guerra es produeixen diversos empresonaments de veïns del poble per denúncies d'una sola persona. Al llarg dels anys 1940 la gent empresonada va retornant, en beneficiar-se de mesures de gràcia, tot i que algun veí no va ser alliberat fins a finals d'aquesta mateixa dècada.
Durant la dècada de 1950 encara hi vivia al poble molta gent. A les cases solien viure diverses generacions de la mateixa família, i al poble hi havia molt jovent i molta canalla. El servei d'energia elèctrica és inaugurat l'any 1955, arribant de manera simultània a Anya i Vall-llebrera. El servei telefònic havia estat inaugurat per la Mancomunitat el 8 de maig de 1921, quan es connecta Artesa de Segre amb Vall-llebrera i Montargull.
Cap a finals de la dècada de 1950 es va ensorrar la volta de l'antiga església de Santa Maria de Montargull, un dia de festa major. Per un problema d'última hora el mossèn no va poder celebrar la missa i això va ser providencial per estalviar possibles víctimes a l'ensorrament. Les celebracions religioses a partir de l'ensorrament de l'església antiga es van celebrar a l'edifici de les escoles, fins que es va construir l'església nova a finals dels anys 1970.
A partir de principis dels anys 1960, un cop es revifa el creixement econòmic després de molts anys d'autarquia, Montargull comença a patir una forta emigració, que la deixarà pràcticament despoblada. A més molta gent del poble prefereix mudar-se a la capital de la comarca per apropar-se als serveis (salut, educació, i altres). Ja des de finals de la guerra moltes famílies havien deixat les seves cases a la part alta del poble i havien construït de noves a peu de carretera. Avui en dia al Carrer Major encara es poden veure moltes d'aquestes cases originals en ruïnes.

#### Època actual

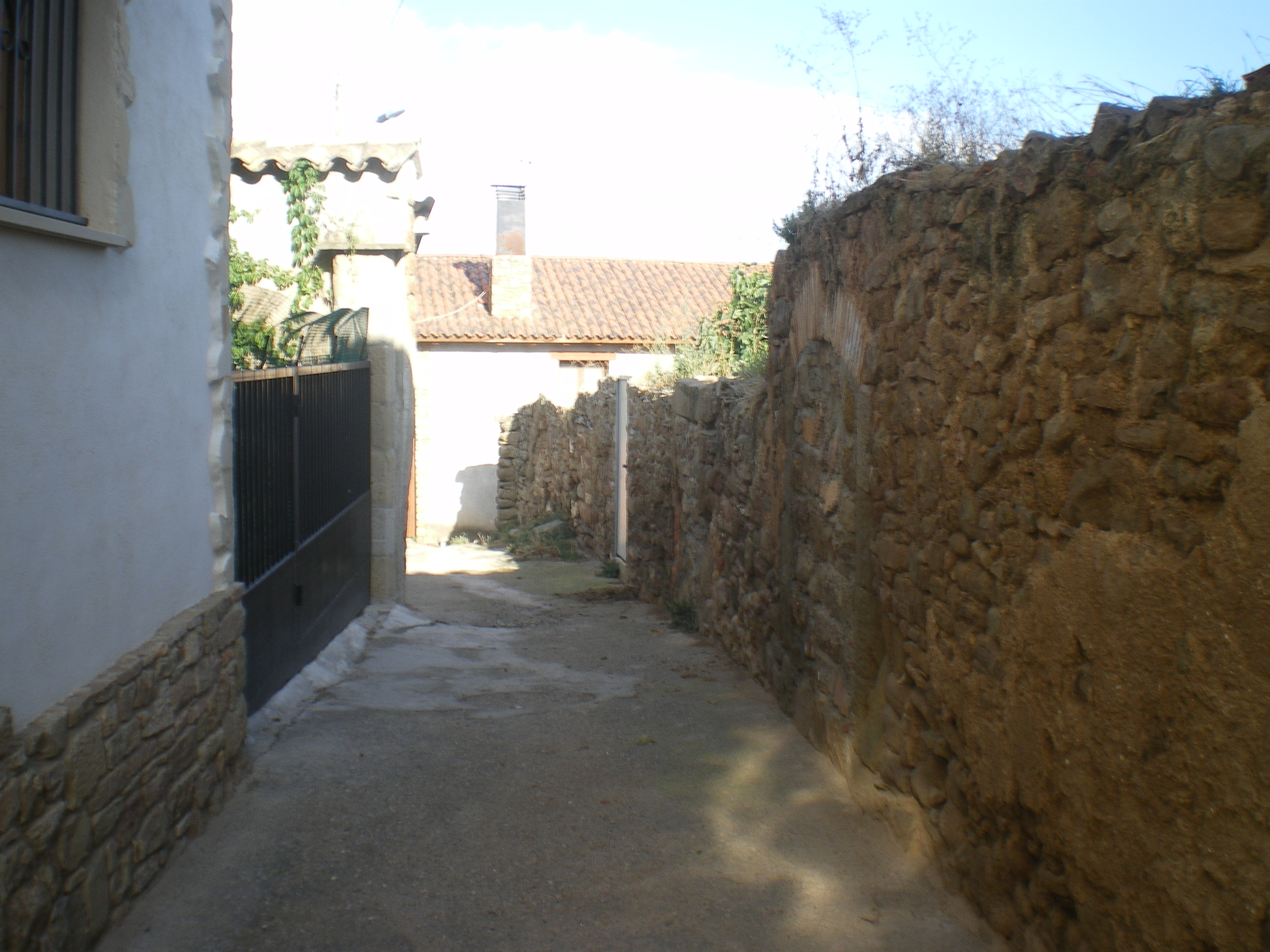
Carrer Major de Montargull

A finals dels anys 1960 es produeix el tancament de l'escola a causa de la política de creació d'escoles comarcals o de concentració, que havia estat promulgada pel govern franquista el 9 de novembre de 1963. Aquesta política es va revertir amb el retorn de la democràcia i es podria haver tornat a obrir l'escola perquè hi havia el nombre mínim d'alumnes, però les famílies van preferir que els seus fills i filles anessin a l'escola d'Artesa de Segre, i la de Montargull romandrà tancada.
A principis de la dècada de 1970 arriba l'aigua potable a Montargull, substituint els diversos pous que hi havia a les cases del poble. A més de pous moltes cases tenien cisternes per recollir l'aigua de la pluja, algunes de les quals encara es conserven. L'aigua arriba al poble a través d'un tub d'uns 10 km que va ser instal·lat pels mateixos veïns amb mitjans força precaris i que connecta amb la font de Fontfreda, ubicada al barranc del mateix nom.
La carretera L-512 és reformada per adquirir el seu aspecte actual durant la dècada de 1980, fent-la més ampla i reduint les corbes per facilitar l'accés a Comiols i al Pallars Jussà.

## Demografia
Montargull ha experimentat canvis poblacionals significatius al llarg dels anys, assolint un màxim a principis del segle xix, per tornar a revifar al segon quart del segle XX i decaure degut a la forta emigració a partir de la dècada de 1960:
| 1857 | 1888 | 1900 | 1910 | 1920 | 1930 | 1940 | 1950 | 1960 | 1970 | 1981 | 1986 | 1991 | 2000 | 2005 | 2010 | 2013 | 2014 | 2015 | 2016 |
| ---- | ---- | ---- | ---- | ---- | ---- | ---- | ---- | ---- | ---- | ---- | ---- | ---- | ---- | ---- | ---- | ---- | ---- | ---- | ---- |
| 231  | 126  | 192  | 157  | 144  | 125  | 93   | 143  | 162  | 150  | 62   | 62   | 76   | 58   | 57   | 56   | 43   | 40   | 38   | 38   |

## Política
El 16 de juny de 1965 Montargull s'incorpora al municipi d'Artesa de Segre. Anteriorment formava part d'un districte compost per Alentorn, Anya, Montmagastre, Vall-llebrera, Vall-llebrerola, Folquer i Comiols, amb ajuntament a Anya.
Un veí actua com a delegat del municipi a la població, i rep la consideració d'alcalde per la resta de veïns. D'aquests «alcaldes» han quedat diverses cròniques, com per exemple el que hi havia a principis de la Guerra Civil Espanyola per acollir a un altre alcalde que havia estat destituït pel govern repúblicà, o el que va haver-hi un cop acabada la guerra que per rancúnies va fer empresonar molts veïns del poble.

## Patrimoni arquitectònic i artístic

### Megàlits del Pla de Montargull

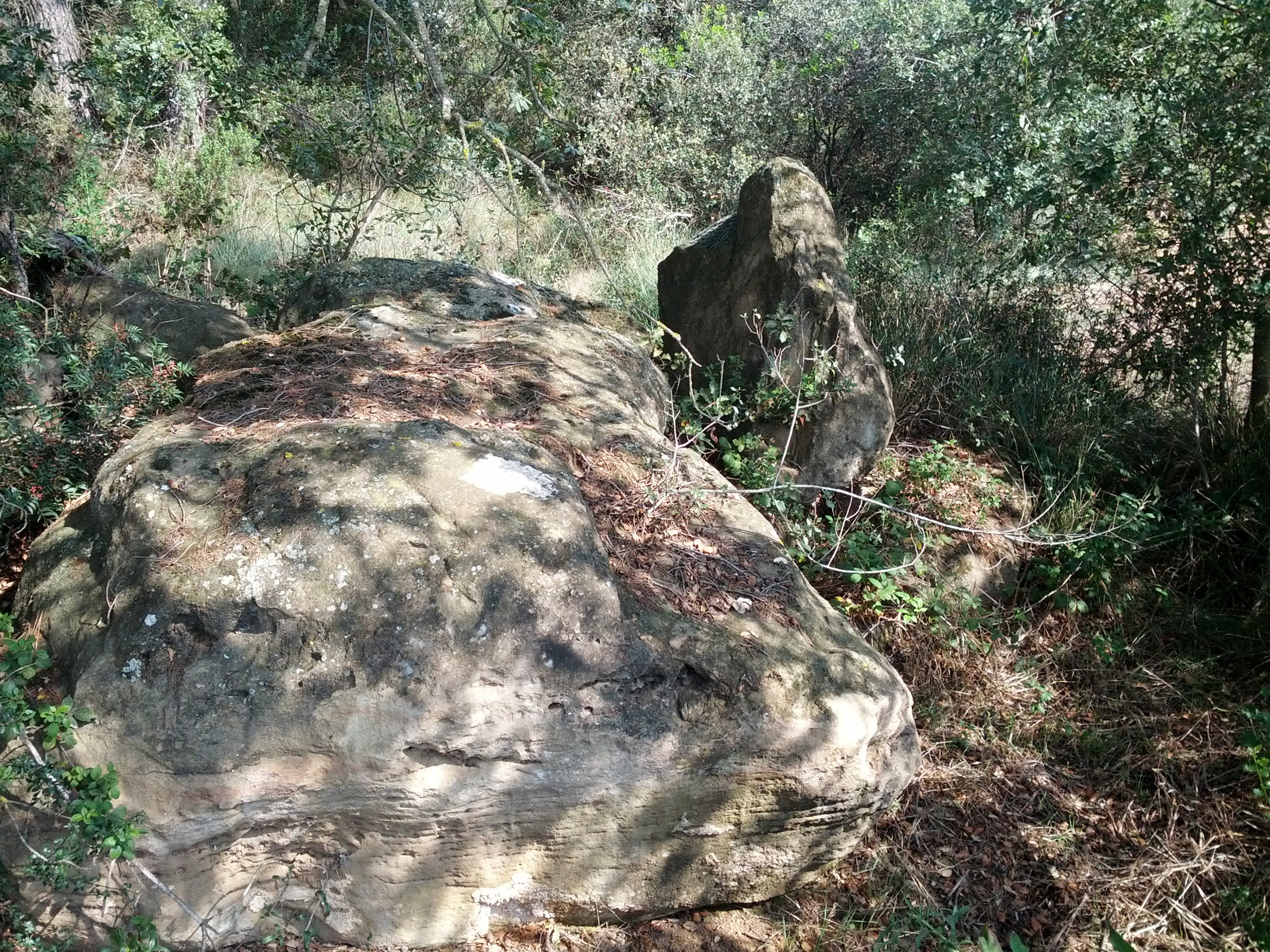
Megàlits del Pla de Montargull

Al terme de Montargull es troben dues construccions megalítiques possiblement corresponents a la prehistòria recent. Per arribar cal agafar un camí sense asfaltar que es troba darrere les últimes cases del poble i que porta al cementiri. Després de 980 metres i un cop deixada una granja a l'esquerra, cal agafar la primera bifurcació a l'esquerra. A uns 20 metres a l'esquerra del camí cal entrar uns 50 metres dins d'un camp conreat. El conjunt es troba directament a la vora del bosc que comença a darrere d'aquest camp.
Les dues construccions megalítiques es troben molt pròximes una de l'altra i estan força amagades per la vegetació. Una primera construcció té planta quadrangular amb parament format per diversos blocs de pedra enfonsats a terra. L'interior té uns 4 metres quadrats. Totes les pedres estan en el seu estat original excepte una que està caiguda. La segona construcció també té planta quadrangular però està construïda amb pedres més petites que la primera construcció. Una de les pedres d'aquest segon conjunt té una inscripció tallada a la pedra. Dels murs que integren el tancament de l'estructura sols s'observen tres. Per l'estat de tot el conjunt i el fàcil accés es pot inferir que ha patit diverses espoliacions.

### Tombes medievals de les Pletes

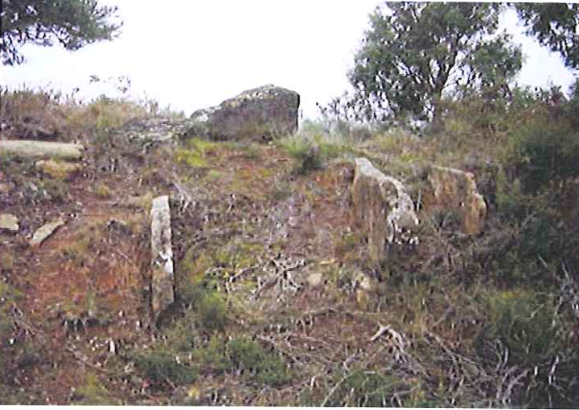
Tombes medievals de Les Pletes

S'arriba per la carretera L-512 entre Montargull i Folquer a aproximadament un kilòmetre de Montargull a la sortida a la dreta de la carretera que posa «Masia Les Pletes». En arribar a l'entrada a la masia cal continuar recte pel camí, i a uns 100 metres es troba el conjunt. Es tracta d'un monument funerari de l'època medieval. La necròpolis disposa de diverses lloses que es troben distribuïdes en un conjunt que forma un rectangle.

### Antiga església de Santa Maria de Montargull

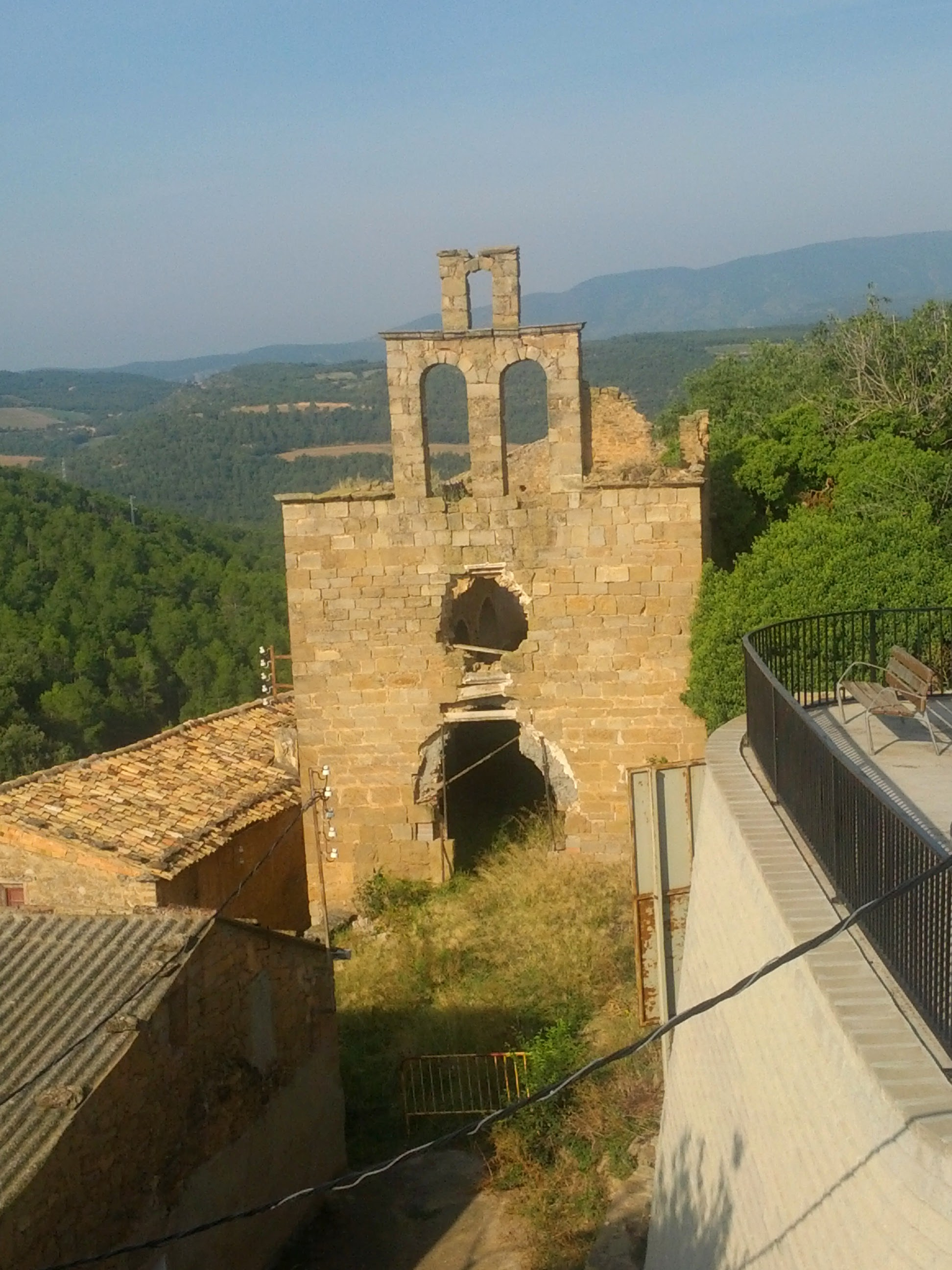
Església de Santa Maria de Montargull al 2014

L'edifici de l'antiga església de Santa Maria de Montargull va ser construït al període del renaixement, possiblement al segle xvi, durant el domini del monestir de Montserrat, i va ser dedicada a Santa Maria. Actualment té la volta esfondrada i tots els ornaments de la façana espoliats. A més tant l'entrada com l'interior està envoltat d'esbarzers i males herbes.

### Nova església parroquial de Santa Maria de Montargull

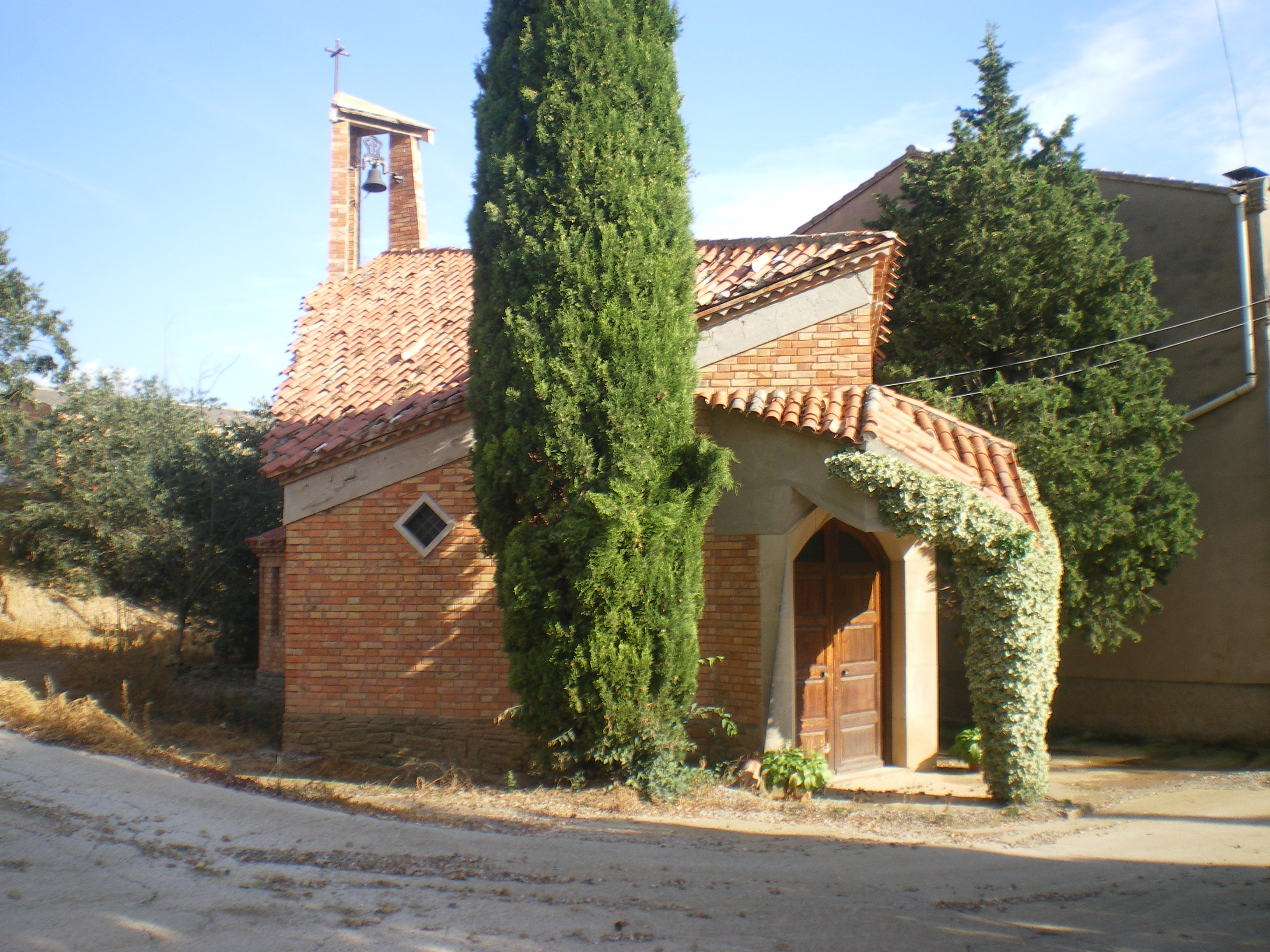
Nova església de Santa Maria de Montargull

La nova església parroquial va acabar de ser construïda l'any 1968. Està dedicada també a Santa Maria, i és del mateix estil que la d'Artesa de Segre (ambdues projectades pel mateix arquitecte, Isidre Puig i Boada). Folquer i Comiols depenen d'aquesta parròquia. Es troba a peu de carretera just a la primera entrada arribant des d'Artesa de Segre.

### Les masies del Pla de Montargull
El Pla de Montargull és una extensió al final de la Serra de Comiols on hi ha diverses masies a peu de diferents conreus, principalment de blat i d'ordi. Avui en dia a més moltes d'elles tenen granges de porcs o de pollastre. Les que es poden trobar actualment són les següents: Cal Benjamín, Canterrers, Cal Gironet, Cal Janot, Cal Massana, Cal Mingo, Cal Miquel, Cal Sardanet, Cal Serra i Cal Xollat.

### Escola de Montargull

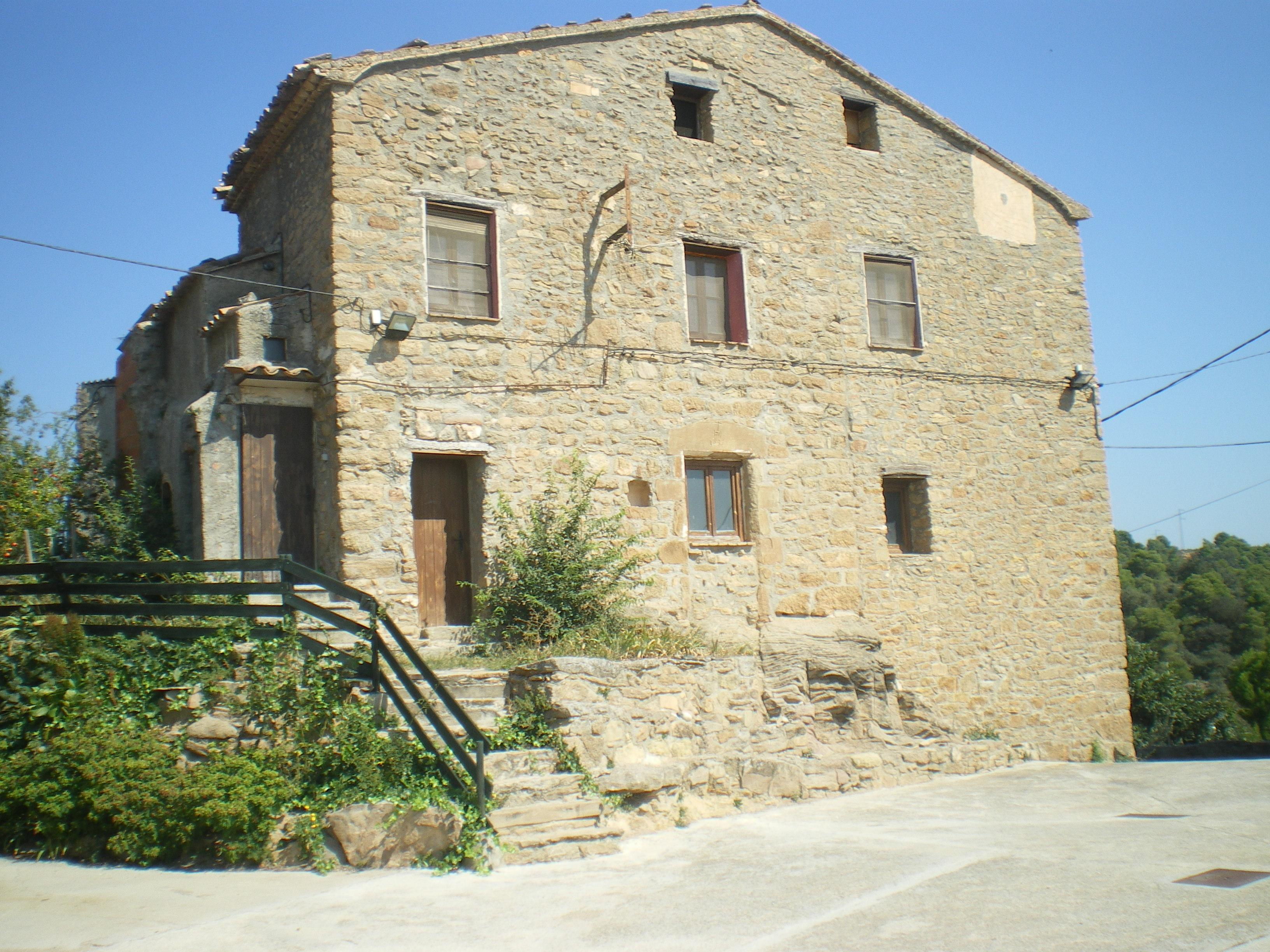
Escola de Montargull

L'escola de Montargull, coneguda al poble com «l'estudi», està ubicada en un edifici a la façana del qual hi ha una llinda sobre una finestra que posa «1635». És un edifici amb parets de pedra, que consta de dues plantes. A la planta baixa hi ha l'aula, on se celebraven les classes d'ensenyament bàsic per als alumnes de totes les edats. La primera planta és un habitatge on vivia el mestre o la mestra. L'escola va ser tancada per la política de concentració escolar promoguda pel govern franquista a principis de la dècada de 1960. Actualment l'edifici s'utilitza per a activitats socials del poble.
L'antiga escola està ubicada a la Plaça de l'Estudi, des d'on es compta amb una vista completa de tot el Pla de Montargull. La plaça va ser reconstruïda l'any 1997, però es va ensorrar després d'un aiguat prop de Nadal del mateix any. La plaça va tornar a ser reconstruïda l'any 2005.

### Creu de la Santa Missió de 1965

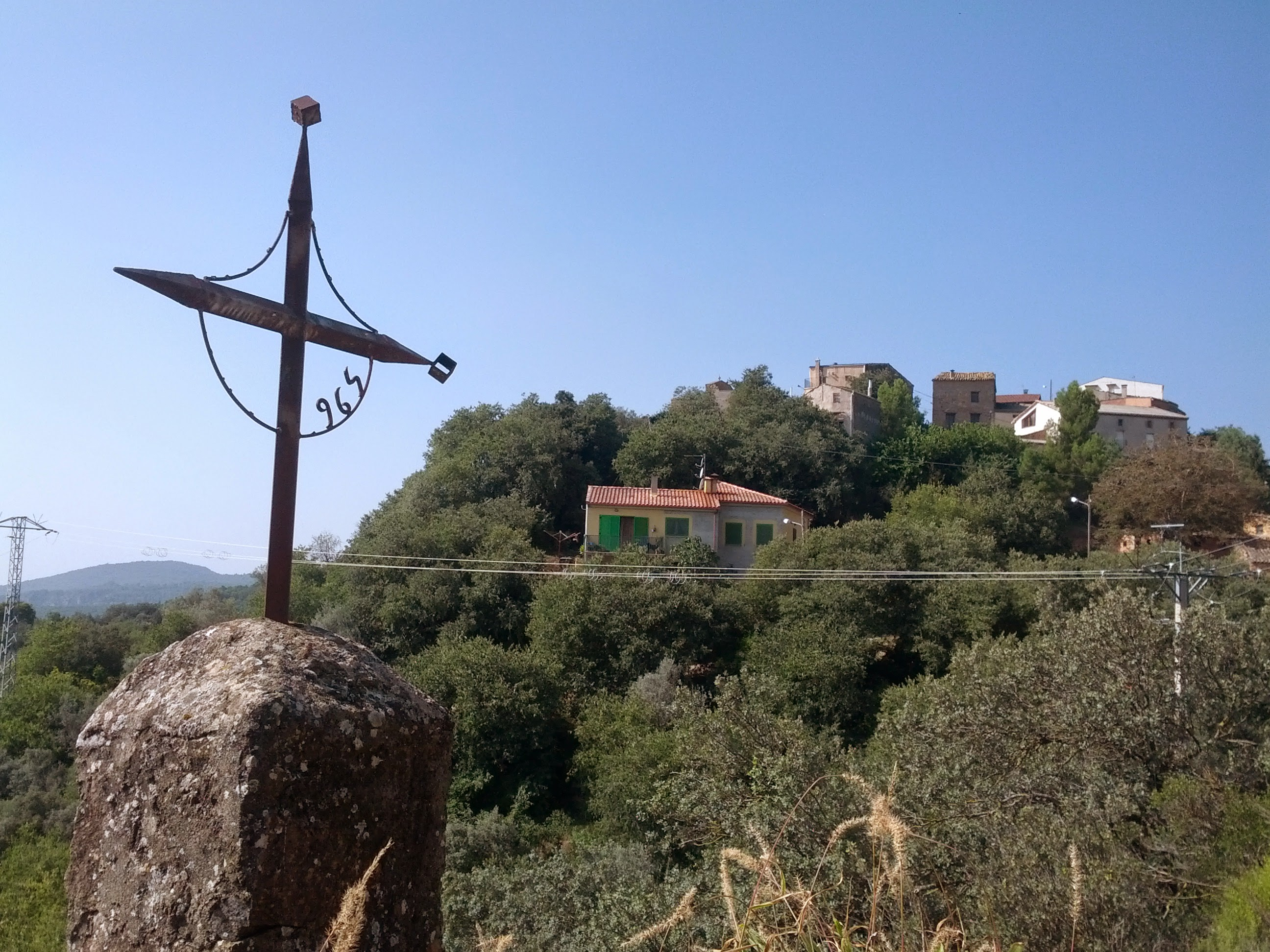
Creu de la Santa Missió de 1965 a Montargull

Aquesta creu és al camí que surt a darrere del poble, a la primera corba passant el trencant que porta al cementiri. És una creu senzilla de ferro on es pot llegir «1965», sense el número «1» que està trencat. L'erecció es pot atribuir a les anomenades «Santes Missions», celebrades en la postguerra i de les quals es poden trobar algunes creus i monuments a diferents ciutats i pobles de Catalunya. Algunes d'aquestes creus s'han catalogat com a símbols franquistes. L'objectiu de les Santes Missions era reforçar la fe catòlica, rebent el suport del règim franquista, com per exemple les santes missions celebrades a Artesa de Segre l'any 1964 dirigides per pares claretians. Es realitzaven diversos actes dirigits per missioners que duraven entre un i tres dies i que incloïen viacrucis, misses i processons. Com a recordatori s'aixecava una creu en algun lloc destacat del poble, com la que podem trobar a Montargull.

## Cultura
Actualment la celebració cultural més important es la festa major de Montargull, que se celebra el cap de setmana més proper al 24 de setembre, festivitat de la Mercè. A l'altar major de l'església de Santa Maria de Montargull hi ha l'Assumpció, i antigament se celebrava la festa major el dia 15 d'agost. De temps antic però, es va decidir canviar la festa, ja que s'esqueia en ple segar i batre. La festa es va canviar per la Mercè, que és la que se celebra actualment.
Degut al despoblament de la població es van abandonar moltes celebracions i activitats culturals que se celebraven antigament. Per exemple, el Roser el dia 9 de maig, tenint com a patró a Sant Gregori. A la Setmana Santa es feia una processó al Santuari de la Vedrenya, localitzat al terme de Montmagastre.
Una de les celebracions culturals més grans que es feien era la de Carnestoltes, que s'anomenava el Carnaval. Durant la dècada de 1950 el Carnaval de Montargull havia arribat a convertir-se en una atracció de la comarca. La festa començava el diumenge al matí amb els joves del poble guarnint un carro que tirat per animals amb trincoles i picarols anava a rebre al Rei Carnestoltes. Aquest mateix dia es feia ball per començar les celebracions, que duraven tres dies. El dilluns s'anava de cacera i es feia «la Plega», una col·lecta per totes les cases i masies en cercavila acompanyat per un acordionista que es llogava pels tres dies de festa. El dimarts, amb el resultat de la cacera i de la col·lecta, es feia un dinar de germanor, que és l'única tradició que es conserva avui en dia el diumenge de Carnaval. La festa acabava amb un parlament des de la tarima del músic.

## Fills il·lustres

### Felip Comabella i Guimet
Felip Comabella i Guimet (Montargull, 13 de maig de 1841 - Barcelona, 9 de maig de 1901) va ser un farmacèutic molt conegut. La farmàcia Comabella que va regentar ell, el seu fill i el seu net fins a l'any 1946, és un dels edificis emblemàtics del modernisme a Catalunya.

### Geroni Riart i Bernaus
Geroni Riart i Bernaus va néixer el 1844 a Montargull i va emigrar a Sud-amèrica on es va casar amb la paraguaiana Gregoria Vera. Geroni era fill de Josep Riart i Maria Antònia Bernaus de Cal Massana, on la família Riart vivia almenys des de mitjans del segle xviii. El seu tercer fill, Luis Alberto Riart, va ser president provisional del Paraguai des del 17 de març de 1924 al 15 d'agost del mateix any. Advocat de professió, va exercir de ministre d'hisenda, dos cops ministre de l'interior, ministre de guerra i marina, i canceller a la República del Paraguai.